# Шахта 1/3 «Новогродівська»
ДВАТ «Шахта 1/3 Новогродівська». Входить до ДХК «Селидіввугілля».
Стала до ладу у 1953 р з проектною потужністю 1000 т/добу.
У 2003 р. видобуто 753 тис.т вугілля.
Шахтне поле розкрите 4-а вертикальними стволами і 6-а шурфами.
У 2003 р відпрацьовувала пласт l1.
Застосовується комплекс «Глінік», комбайн ГШ-68. Прохідницькі комбайни: 4ПП2, ГПКС.
Адреса: 85483, вул. К.Маркса, м. Селидове, Донецької обл.